# Ermo
Ermo är en kommun i Brasilien.   Den ligger i delstaten Santa Catarina, i den södra delen av landet, 1 500 km söder om huvudstaden Brasília. Antalet invånare är 2 050.
Trakten runt Ermo består i huvudsak av gräsmarker. Runt Ermo är det ganska tätbefolkat, med 52 invånare per kvadratkilometer.